# Laura Pico della Mirandola
Laura Pico della Mirandola (Mirandola, 16 novembre 1660 – Venezia, 1720) è stata una nobile italiana.

## Biografia
Nacque a Mirandola il 16 novembre 1660; figlia di Alessandro II, duca della Mirandola e marchese di Concordia discendente della nobile famiglia Pico e di Anna Beatrice d'Este, principessa di Modena e Reggio.
Il 28 febbraio 1680 sposò Ferdinando II Gonzaga, quinto ed ultimo principe di Castiglione e marchese di Medole e partecipò consenziente al tenore di vita assai dispendioso del marito, venendo definita dal Litta prodiga e vana.
Morì a Venezia nel 1720.

## Discendenza
Laura e Ferdinando ebbero quattro figli:
- Luigi II (1680-1746), visse in Spagna e sposò Anna Anguissola;
- Carlo (1682-1704);
- Francesco (1684-1758), visse in Spagna e sposò Elisabetta Ponce de Leon e successivamente Giulia Clitteria Caracciolo, principessa di Santobuono. Fu nominato primo Duca di Solferino;
- Almerico (1687-1771), monaco camaldolese a Garda.

## Ascendenza
|                                    |               |                                    | Genitori                               |  |  | Nonni |  |  | Bisnonni                          |  |  | Trisnonni                        |  |
|                                    |               |                                    |                                        |  |  |       |  |  | Alessandro I Pico della Mirandola |  |  | Ludovico II Pico della Mirandola |  |
|                                    |               |                                    |                                        |  |  |       |  |  | Alessandro I Pico della Mirandola |  |  | Ludovico II Pico della Mirandola |  |
|                                    |               | Fulvia da Correggio                |                                        |  |  |       |  |  | Alessandro I Pico della Mirandola |  |  |                                  |  |
| Galeotto IV Pico della Mirandola   |               |                                    |                                        |  |  |       |  |  | Alessandro I Pico della Mirandola |  |  |                                  |  |
|                                    |               | Eleonora Segni                     | ?                                      |  |  |       |  |  |                                   |  |  |                                  |  |
|                                    |               | Eleonora Segni                     | ?                                      |  |  |       |  |  |                                   |  |  |                                  |  |
|                                    |               | Eleonora Segni                     | ?                                      |  |  |       |  |  |                                   |  |  |                                  |  |
| Alessandro II Pico della Mirandola |               | Eleonora Segni                     |                                        |  |  |       |  |  |                                   |  |  |                                  |  |
|                                    |               | Carlo I Cybo-Malaspina             | Alderano Cybo-Malaspina                |  |  |       |  |  |                                   |  |  |                                  |  |
|                                    |               | Carlo I Cybo-Malaspina             | Alderano Cybo-Malaspina                |  |  |       |  |  |                                   |  |  |                                  |  |
|                                    |               | Carlo I Cybo-Malaspina             | Marfisa d'Este                         |  |  |       |  |  |                                   |  |  |                                  |  |
| Maria Cybo-Malaspina               |               | Carlo I Cybo-Malaspina             |                                        |  |  |       |  |  |                                   |  |  |                                  |  |
|                                    |               | Brigida Spinola, patrizia genovese | Giannettino Spinola, patrizio genovese |  |  |       |  |  |                                   |  |  |                                  |  |
|                                    |               | Brigida Spinola, patrizia genovese | Giannettino Spinola, patrizio genovese |  |  |       |  |  |                                   |  |  |                                  |  |
|                                    |               | Brigida Spinola, patrizia genovese | Diana De Mari, patrizia genovese       |  |  |       |  |  |                                   |  |  |                                  |  |
| Laura Pico della Mirandola         |               | Brigida Spinola, patrizia genovese |                                        |  |  |       |  |  |                                   |  |  |                                  |  |
|                                    | Cesare d'Este | Alfonso d'Este                     |                                        |  |  |       |  |  |                                   |  |  |                                  |  |
|                                    | Cesare d'Este | Alfonso d'Este                     |                                        |  |  |       |  |  |                                   |  |  |                                  |  |
|                                    | Cesare d'Este | Giulia Della Rovere                |                                        |  |  |       |  |  |                                   |  |  |                                  |  |
| Alfonso III d'Este                 | Cesare d'Este |                                    |                                        |  |  |       |  |  |                                   |  |  |                                  |  |
|                                    |               | Virginia de' Medici                | Cosimo I de' Medici                    |  |  |       |  |  |                                   |  |  |                                  |  |
|                                    |               | Virginia de' Medici                | Cosimo I de' Medici                    |  |  |       |  |  |                                   |  |  |                                  |  |
|                                    |               | Virginia de' Medici                | Camilla Martelli                       |  |  |       |  |  |                                   |  |  |                                  |  |
| Anna Beatrice d'Este               |               | Virginia de' Medici                |                                        |  |  |       |  |  |                                   |  |  |                                  |  |
|                                    |               | Carlo Emanuele I di Savoia         | Emanuele Filiberto di Savoia           |  |  |       |  |  |                                   |  |  |                                  |  |
|                                    |               | Carlo Emanuele I di Savoia         | Emanuele Filiberto di Savoia           |  |  |       |  |  |                                   |  |  |                                  |  |
|                                    |               | Carlo Emanuele I di Savoia         | Margherita di Valois                   |  |  |       |  |  |                                   |  |  |                                  |  |
| Isabella di Savoia                 |               | Carlo Emanuele I di Savoia         |                                        |  |  |       |  |  |                                   |  |  |                                  |  |
|                                    |               | Caterina Michela d'Asburgo         | Filippo II di Spagna                   |  |  |       |  |  |                                   |  |  |                                  |  |
|                                    |               | Caterina Michela d'Asburgo         | Filippo II di Spagna                   |  |  |       |  |  |                                   |  |  |                                  |  |
|                                    |               | Caterina Michela d'Asburgo         | Elisabetta di Valois                   |  |  |       |  |  |                                   |  |  |                                  |  |
|                                    |               | Caterina Michela d'Asburgo         |                                        |  |  |       |  |  |                                   |  |  |                                  |  |